# Tiriapo
Tiriapo är en ort i Mexiko.   Den ligger i kommunen Tacámbaro och delstaten Michoacán de Ocampo, i den södra delen av landet, 240 km väster om huvudstaden Mexico City. Tiriapo ligger 1 806 meter över havet och antalet invånare är 239.
Terrängen runt Tiriapo är lite bergig, och sluttar söderut. Runt Tiriapo är det ganska tätbefolkat, med 65 invånare per kvadratkilometer. Närmaste större samhälle är Tacámbaro de Codallos, 6,0 km sydväst om Tiriapo. I omgivningarna runt Tiriapo växer huvudsakligen savannskog.